# 漢凱斯基區

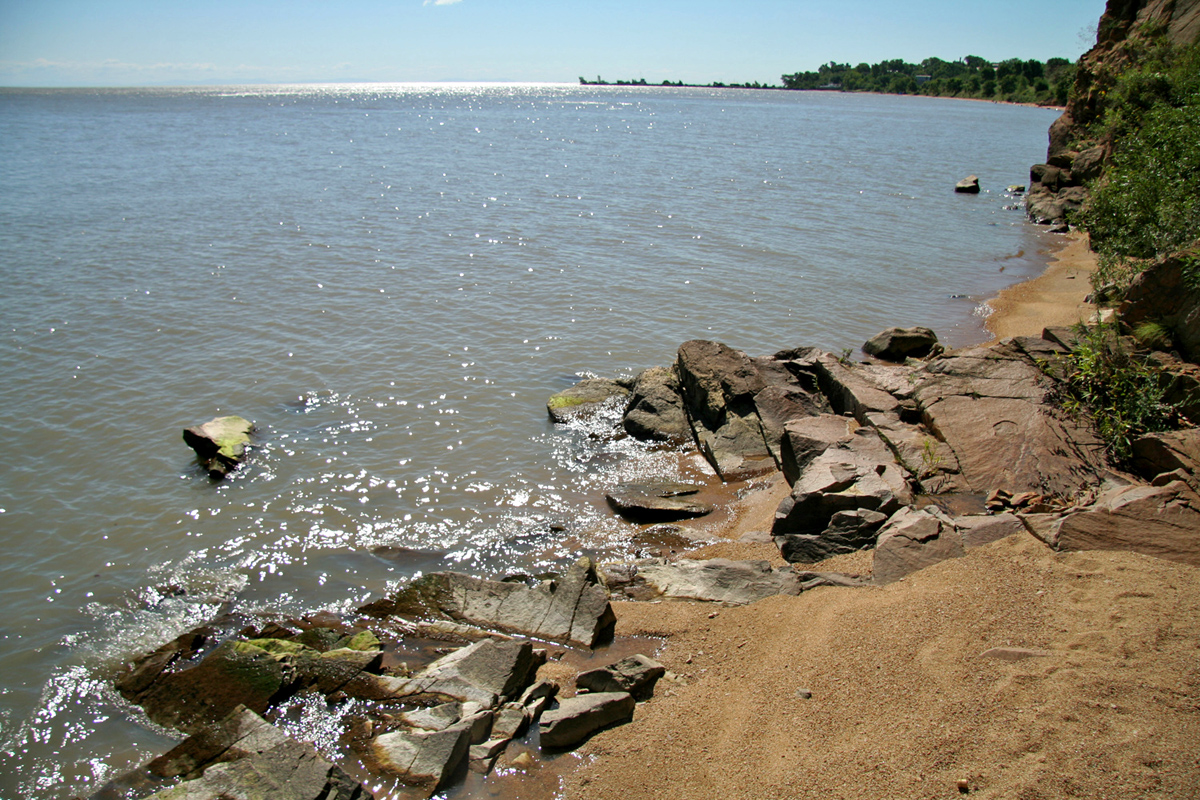

44°46′N 132°01′E / 44.767°N 132.017°E
漢凱斯基區（俄语：Ханкайский район），又譯興凱區，是俄羅斯濱海邊疆區的一個區，位於該國東南部，地處興凱湖畔，面積2,689平方公里，2010年該區人口24,666，人口密度每平方公里9.17人。